# Huadian
Huadian léase Juá-Dián (en chino:桦甸市, pinyin:Huàdiān shì) es un municipio bajo la administración directa de la Ciudad de Jilin. Se ubica en el centro geográfico de la provincia de Jilin , noreste de la República Popular China . Su área es de 4554 km² y su población total para 2010 fue +400 mil habitantes. 

## Administración
El distrito de Huadian se divide en 21 pueblos que se administran en 5 subdistritos, 8 poblados y 8 villas.